# Griechische Wasserballnationalmannschaft der Männer

Die griechische Wasserballnationalmannschaft der Herren ist eine Auswahl von  griechischen Wasserballspielern, die Griechenland bei internationalen Turnieren und Länderspielen repräsentiert. Organisiert und betreut wird die Auswahl durch den griechischen Schwimmverband KOE (griechisch Κολυμβητική Ομοσπονδία Ελλάδας Kolymvitiki Omospondia Elladas).

## Medaillen

### Olympische Spiele
- Silber: 2020

### Weltmeisterschaften
- Silber: 2023
- Bronze: 2005, 2015, 2022, 2025

### Weltpokal
- Silber: 2007

### Weltliga
- Bronze: 2004, 2006, 2016

## Weblink
- Offizielle Seite des griechischen Schwimmverbandes